# Diana Policarpo
Diana Policarpo (Lisboa, 1986) es una compositora y artista multimedia portuguesa. En 2019, ganó el Premio de Nuevos Artistas Energías de Portugal que reconoce a los artistas emergentes en Portugal.

## Trayectoria
Creció en una familia de padres músicos. Estudió música en el Conservatorio Nacional durante su infancia. Posteriormente, continuó con sus estudios en artes plásticas y escultura en la Escuela de Artes y Diseño de Caldas da Rainha.
Entre 2010 y 2013, asistió al Goldsmiths College de Londres, donde obtuvo un máster en Bellas artes. Policarpo permaneció en la capital británica durante diez años, y regresó a Portugal en 2019.
Su arte incorpora elementos de disciplinas como la música, el sonido, la escultura y la arquitectura. En su obra, Policarpo ha explorado la voz, la percusión y el ritmo, elementos fundamentales en su práctica artística, creando personajes para grabaciones y actuaciones y ha planteado interrogantes relacionados con la individualidad, el misticismo y la música, en relación con nuestras necesidades básicas (materiales o ideológicas).
Policarpo ha reconocido el carácter político de su obra, y sus performances e instalaciones investigan las relaciones de poder, la cultura popular y las políticas de género, examinando las cuestiones de vulnerabilidad y empoderamiento en actos de autoexposición en un contexto capitalista y abordando la estructuración rítmica del sonido como material táctil dentro de la construcción social de ideología esotérica.
En Death Grip, una instalación multimedia creada en el marco de la exposición EDP Novos Artistas 2019, que se mostró en el Museu de Arte, Arquitetura e Tecnologia, Policarpo se inspiró en la relación entre lo natural y lo artificial. La obra fue concebida durante una residencia artística en la India y estaba inspirada en la exploración del hongo parásito Ophiocordyceps sinensis.
Su exposición Nets of Hyphae (comisariada por Stefanie Hessler, directora de Kunsthall Trondheim), con componentes tanto sensoriales como de investigación, continuaba la investigación de Policarpo sobre el parásito Ophiocordyceps sinensis, que se encuentra en áreas de gran altitud en India y Nepal, y en las consecuencias globales y locales de la demanda y extracción de este hongo.
Actualmente reside y trabaja entre Londres, Reino Unido y Lisboa, Portugal.

## Reconocimientos
En 2015, consiguió una beca de la Fundación Calouste Gulbenkian, obteniéndola de nuevo dos años después.[cita requerida] En 2019 le fue concedida la Beca Shelah Cluett Trust y ganó el Premio Nuevos Artistas, otorgado por la Fundación EdP y el Museu de Arte, Arquitectura e Tecnologia de Lisboa.[cita requerida] En 2021, fue reconocida durante la 21ª edición del Premio Illy Present Future, concedido al proyecto con más potencial en la categoría dedicada a los talentos emergentes.

## Obra

### Exposiciones individuales
- GNRtion - BoCA 2019, Braga, Portugal (abril de 2019);
- Belo Campo / Galería Francisco Fino, Lisboa, Portugal (2018);
- Kunstverein Leipzig, DE (2017), lAB Artists Unlimited, Bielefeld, Alemania (2016);
- Xero, Kline & Coma, Londres, Reino Unido (2015) y Kunsthalle Baden-Baden, Alemania (2014).[8]

### Exposiciones colectivas
- ARCO Madrid 2019, Madrid, España (febrero de 2019); Chiado 8, Lisboa, Portugal (2018);
- Galería Municipal de Oporto, Portugal (2018), Galería Francisco Fino, Lisboa, Portugal (2017);
- Tenderpixel Gallery, Londres, Reino Unido (2017);
- Mars Gallery, Melbourne, Australia (2017);
- North Gallery, New Castle, Reino Unido (2016);
- Peninsula Gallery, Nueva York, Estados Unidos (2015);
- W139, Ámsterdam, Países Bajos (2015), AN / DOR, Londres, Reino Unido (2014);
- Almanac, Londres, Reino Unido (2013).[8]